# Barwy jednostek kawalerii Wojska Polskiego
Barwy jednostek kawalerii Wojska Polskiego – opis proporczyków, otoków i patek jednostek kawalerii Wojska Polskiego.
 otok amarantowy posiadał: 1 p.szw., 1 p.uł., 7 p.uł., 9 p.uł., 10 p.uł., 12 p.uł., 20 p.uł., 1 psk, 2 psk, 3 psk, 4 psk.
 otok biały posiadał: 2 p.szw., 2 p.uł., 11 p.uł., 16 p.uł, 22 p.uł., 24 p.uł., 5 psk, 6 psk, 7 psk, 8 psk.
 otok żółty posiadał: 3 p.uł., 14 p.uł, 17 p.uł, 27 p.uł, 9 psk, 10 psk
 otok ciemnożółty posiadał: 3 p.szw.
 otok o barwie stare złoto posiadał: 8 p.uł.
 otok o barwie turkusowej posiadał 21 p.uł.
 otok o barwie różowej posiadał 13 p.uł., 26 p.uł.
 otok o barwie szkarłatnej posiadał 15 p.uł., 25 p.uł.
 otok o barwie pomarańczowej posiadał 23 p.uł.
 otok o barwie chabrowej 4 p.uł., 18 p.uł.
 otok o barwie błękitnej posiadał 6 p.uł.
 otok o barwie granatowej posiadał 19 p.uł.
 otok o barwie wiśniowej posiadał 5 p.uł.

## Barwy pułków ułanów Księstwa Warszawskiego
Ułan do munduru wielkiego nosił granatową kurtkę i granatowe rajtuzy.
| Grafika | Opis |
| ------- | --- |
|         | 2 pułk ułanów kołnierz pąsowy z biała wypustką rabaty (wyłogi na piersiach - klapy) granatowe z żółtą wypustką wyłogi rękawów pąsowe z białą wypustką lampasy spodni żółte                                          |
|         | 3 pułk ułanów kołnierz karmazynowy z biała wypustką rabaty granatowe z białą wypustką wyłogi karmazynowe mankiety karmazynowe                                                                                       |
|         | 4 pułk ułanów |
|         | 6 pułk ułanów kołnierz biały z karmazynową wypustką rabaty granatowe z karmazynową wypustką wyłogi granatowe z karmazynową wypustką lampasy spodni karmazynowe                                                      |
|         | 7 pułk ułanów - kołnierz żółty z pąsową wypustką - rabaty granatowe z pąsową wypustką - wyłogi rękawów żółte z pąsową wypustką - lampasy spodni żółte                                                               |
|         | 8 pułk ułanów - kołnierz pąsowy - rabaty granatowe - wyłogi rękawów pąsowe - lampasy spodni pąsowe - kołnierz, mankiety i wyłogi pąsowe; wyłogi granatowe                                                           |
|         | 9 pułk ułanów - kołnierz pąsowy z granatową wypustką - rabaty granatowe z białą wypustką - wyłogi rękawów granatowe z białą wypustką - wyłogi pół granatowe z białą wypustką                                        |
|         | 11 pułk ułanów - kołnierz karmazynowy z białą wypustką - rabaty karmazynowe - lampasy karmazynowe |
|         | 12 pułk ułanów - kołnierz karmazynowy z białą wypustką - rabaty granatowe z białą wypustką - lampasy spodni karmazynowe                                                                                             |
|         | 15 pułk ułanów - kołnierz karmazynowy z białą wypustką - rabaty karmazynowe z białą wypustką - wyłogi rękawów karmazynowe z białą wypustką - lampasy spodni karmazynowe z białą wypustką                            |
|         | 16 pułk ułanów - kołnierz karmazynowy - rabaty granatowe z karmazynową wypustką - lampasy spodni karmazynowe |
|         | 17 pułk ułanów - kołnierz karmazynowy - rabaty granatowe z karmazynową wypustką - lampasy spodni karmazynowe - proporczyk biały z granatowym, jak w ogóle w pułkach litewskich                                      |
|         | 18 pułk ułanów - wyłogi żółte |
|         | 19 pułk ułanów Kolor pułkowy - żółty Mundury z wyłogami granatowymi, ale z wypustką karmazynową |
|         | 20 pułk ułanów Mundury z granatowymi wyłogami i żółtą wypustką. Już w 1813 roku używał mundurów z żółtymi wyłogami oraz karmazynowymi kołnierzami i wyłogami rękawów, a także mundurów wykonanych z zielonego sukna |
|         | 21 pułk jazdy (strzelców konnych) Kolor pułkowy - pomarańczowy |

## Barwy pułków strzelców konnych Księstwa Warszawskiego
Strzelcy konni mieli kurtki ciemnozielone. Rajtuzy długie, sukienne z lampasami podwójnymi "na cal szerokimi"
Pułki różniły się barwą kołnierza, łapek rękawów, lampasów, wypustek i wierzchów bermyc.
| Grafika | Opis |
| ------- | --- |
|         | 1 pułk strzelców konnych Barwa pułku pąsowa - spodnie ciemnozielone, z podwójnymi lampasami pąsowymi             |
|         | 4 pułk strzelców konnych Barwa pułku karmazynowa - spodnie ciemnozielone, z podwójnymi lampasami karmazynowymi   |
|         | 5 pułk strzelców konnych Barwa pułku pomarańczowa - spodnie ciemnozielone, z podwójnymi lampasami pomarańczowymi |

## Barwy pułków ułanów Królestwa Kongresowego
| Grafika | Opis                                       |
| ------- | ------------------------------------------ |
|         | 1 pułk ułanów Proporczyk karmazynowo-biały |
|         | 2 pułk ułanów Proporczyk biało-granatowy   |
|         | 3 pułk ułanów Proporczyk żółto-biały       |
|         | 4 pułk ułanów Proporczyk niebiesko - biały |

## Barwy pułków szwoleżerów II RP
| Grafika | Opis |
| ------- | --- |
|         | Szwoleżerowie Łapka karmazynowa, wypustka biała |
|         | 1 Pułk Szwoleżerów Józefa Piłsudskiego W 1920 roku proporczyk biały z amarantowym paskiem Proporczyk srebrny z wąskim amarantowym paskiem pośrodku Czapka okrągła, otok amarantowy Spodnie długie ciemnogranatowe, lampasy amarantowe, wypustka biała                                  |
|         | 2 Pułk Szwoleżerów Rokitniańskich W 1920 roku proporczyk biały z amarantowym paskiem Proporczyk srebrny z amarantową żyłką pośrodku na patkach Proporczyk biały z amarantową żyłką na lancach Czapka okrągła, otok biały Spodnie długie ciemnogranatowe, lampasy białe, wypustka biała |
|         | 3 Pułk Szwoleżerów Mazowieckich Proporczyki początkowo białe z paskiem amarantowym, Od 1927 - srebrne z paskiem amarantowym Od 1928 - srebrne z ciemnożółtą żyłką pośrodku. Czapka okrągła, otok ciemnożółty Spodnie długie ciemnogranatowe, lampasy żółte, wypustka żółta             |

## Barwy pułków ułanów
| Grafika | Opis |
| ------- | --- |
|         | Ułani Łapka karmazynowa |
|         | Szwadron Przyboczny Naczelnego Wodza Proporczyk biało-amarantowy ze srebrnym galonikiem pośrodku |
|         | 1 pułk Ułanów Krechowieckich Proporczyk amarantowo-biały Otok amarantowy Spodnie długie ciemnogranatowe, lampasy amarantowe, wypustka amarantowa |
|         | 2 pułk Ułanów Grochowskich Proporczyk biało-granatowy Czapka rogatywka – otok biały Spodnie długie ciemnogranatowe, lampasy białe, wypustka biała |
|         | 3 pułk Ułanów Śląskich Proporczyk żółto-biały Otok żółty Spodnie długie ciemnogranatowe, lampasy żółte, wypustka żółta |
|         | 4 pułk Ułanów Zaniemeńskich W 1920 proporczyk niebiesko - biały Proporczyk chabrowo-biały Czapka rogatywka – otok chabrowy Spodnie długie ciemnogranatowe, lampasy chabrowe, wypustka biała |
|         | 5 pułk Ułanów Zasławskich W 1924 r. proporczyk z białym kątem posiadał skrzydła w barwach karmazynowej i niebieskiej. W 1928 r. proporczyk z białym kątem posiadał skrzydła w barwach wiśniowej i chabrowej. Otok wiśniowy Spodnie długie ciemnogranatowe, lampasy wiśniowe, wypustka wiśniowa |
|         | 6 pułk Ułanów Kaniowskich W 1920 roku proporczyk niebieski z paskiem białym Proporczyk błękitny (błękit królewski) z białym pasem pośrodku. Otok błękitny Spodnie długie ciemnogranatowe, lampasy błękitne, wypustka błękitna                                                                  |
|         | 7 pułk Ułanów Lubelskich Proporczyk amarantowy z białym trójkątem u nasady Czapka rogatywka, otok amarantowy Spodnie długie ciemnogranatowe, lampasy amarantowe, wypustka biała |
|         | 8 pułk ułanów Księcia Józefa Poniatowskiego W 1920 roku proporczyk żółto - pomarańczowy Proporczyk ciemnożółty Proporczyk złotożółty (stare złoto) Otok ciemnożółty Spodnie długie ciemnogranatowe, lampasy ciemnożółte, wypustka ciemnożółta                                                  |
|         | 9 pułk Ułanów Małopolskich Proporczyk amarantowo-biały z żyłką biało-amarantową. Otok amarantowy Spodnie długie ciemnogranatowe, lampasy amarantowe, wypustka biała |
|         | 10 pułk Ułanów Litewskich Proporczyk amarantowo-biały z wąskim paskiem biało-granatowym pośrodku. Czapka rogatywka, otok amarantowy Spodnie długie ciemnogranatowe, lampasy amarantowe, wypustka amarantowa                                                                                    |
|         | 11 pułk Ułanów Legionowych W 1920 roku proporczyk amarantowy z paskiem białym Proporczyk amarantowy z wąskim paskiem białym pośrodku Czapka rogatywka, otok biały Spodnie długie ciemnogranatowe, lampasy białe, wypustka biała                                                                |
|         | 12 pułk Ułanów Podolskich Proporczyk amarantowo-granatowy z białym wąskim paskiem pośrodku Czapk rogatywka, otok amarantowy Spodnie długie ciemnogranatowe, lampasy amarantowe, wypustka amarantowa                                                                                            |
|         | 13 pułk Ułanów Wileńskich W 1920 roku proporczyk różowy z paskiem niebieskim Proporczyk różowy z chabrowym wąskim paskiem pośrodku Czapka rogatywka, otok różowy Spodnie długie ciemnogranatowe, lampasy różowe, wypustka różowa                                                               |
|         | 14 pułk Ułanów Jazłowieckich Proporczyk żółty z wąskim białym paskiem pośrodku Czapka rogatywka, otok żółty Spodnie długie ciemnogranatowe, lampasy żółte, wypustka żółta |
|         | 15 pułk Ułanów Poznańskich W 1920 roku proporczyk biało-pąsowy Proporczyk biało-szkarłatny Czapka rogatywka, otok szkarłatny Spodnie długie ciemnogranatowe, lampasy szkarłatne, wypustka szkarłatna                                                                                           |
|         | 16 pułk Ułanów Wielkopolskich W 1920 roku proporczyk granatowo-biały z paskiem pąsowym Proporczyk granatowo-biały ze szkarłatnym wąskim paskiem pośrodku Czapka rogatywka, otok biały Spodnie długie ciemnogranatowe, lampasy białe, wypustka biała                                            |
|         | 17 Pułk Ułanów Wielkopolskich Proporczyk biało-żółty z pąsowym, a później szkarłatnym paskiem pośrodku. Czapka rogatywka, otok żółty Spodnie długie ciemnogranatowe, lampasy żółte, wypustka żółta                                                                                             |
|         | 18 pułk Ułanów Pomorskich W 1920 roku proporczyk niebieski z paskiem pąsowym Proporczyk biało-chabrowy z wąskim szkarłatnym paskiem pośrodku Czapka rogatywka, otok chabrowy Spodnie długie ciemnogranatowe, lampasy chabrowe, wypustka chabrowa                                               |
|         | 19 pułk Ułanów Wołyńskich Proporczyk granatowy z białym trójkątem u nasady Czapka rogatywka, otok granatowy Spodnie długie ciemnogranatowe, lampasy białe, wypustka biała |
|         | 20 pułk ułanów im. Króla Jana III Sobieskiego Proporczyk amarantowy z wąskim paskiem granatowo-białym pośrodku Czapka rogatywka, otok amarantowy Spodnie długie ciemnogranatowe, lampasy amarantowe, wypustka amarantowa                                                                       |
|         | 21 pułk Ułanów Nadwiślańskich Proporczyk turkusowy z wąskim żółto-białym paskiem pośrodku. (W 1927 roku - seledynowyzmieniony Dz.Rozk. 29/27 na turkusowy) Czapka rogatywka, otok turkusowy Spodnie długie ciemnogranatowe, lampasy turkusowe, wypustka turkusowa                              |
|         | 22 pułk Ułanów Podkarpackich Proporczyk biały z amarantowym trójkątem Otok biały Spodnie długie ciemnogranatowe, lampasy białe, wypustka biała |
|         | 23 pułk Ułanów Grodzieńskich Proporczyk pomarańczowo-biały z wąskim paskiem biało-pomarańczowym pośrodku Otok pomarańczowy Spodnie długie ciemnogranatowe, lampasy pomarańczowe, wypustka pomarańczowa                                                                                         |
|         | 24 pułk ułanów Proporczyk biały z wąskim żółtym paskiem pośrodku. Czapka rogatywka, otok biały Spodnie długie ciemnogranatowe, lampasy białe, wypustka biała |
|         | 25 pułk Ułanów Wielkopolskich Proporczyk biało-czerwony z niebieską żyłką pośrodku. Proporczyk biało - szkarłatny z paskiem chabrowym Czapka rogatywka, otok szkarłatny Spodnie długie ciemnogranatowe, lampasy szkarłatne, wypustka szkarłatna                                                |
|         | 26 Pułk Ułanów Wielkopolskich Proporczyk biało-różowy z żyłką niebieską Proporczyk żółto - biały pasek chabrowy; zmieniony Dz.Rozk. 29/27 na różowo biały z paskiem chabrowym Otok różowy Spodnie długie ciemnogranatowe, lampasy różowe, wypustka różowa                                      |
|         | 27 pułk ułanów Proporczyk biało-żółty z wąskim paskiem biało-granatowym pośrodku Proporczyk żółto - biały pasek biało-granatowy Czapka rogatywka, otok żółty Spodnie długie ciemnogranatowe, lampasy żółte, wypustka żółta                                                                     |

## Barwy pułków strzelców konnych
| Grafika | Opis |
| ------- | --- |
|         | Strzelcy konni Łapka karmazynowa, wypustka ciemnozielona |
|         | 1 Pułk Strzelców Konnych im. Cesarza Napoleona W 1920 roku proporczyk oliwkowo-amarantowy Proporczyk szmaragdowo-amarantowy Czapka rogatywka – otok amarantowy Spodnie długie ciemnogranatowe, lampasy amarantowe, wypustka amarantowa                                                                                         |
|         | 2 pułk strzelców konnych W 1920 roku proporczyk oliwkowo-amarantowy z niebieskim paskiem Proporczyk szmaragdowo-amarantowy z chabrowym paskiem pośrodku. Czapka rogatywka, otok amarantowy Spodnie długie ciemnogranatowe, lampasy amarantowe, wypustka amarantowa                                                             |
|         | 3 Pułk Strzelców Konnych im. Hetmana Stefana Czarnieckiego W 1920 roku proporczyk oliwkowo-amarantowy z żółtym paskiem Proporczyk szmaragdowo-amarantowy z żółtym paskiem pośrodku. Czapka rogatywka, otok amarantowy Spodnie długie ciemnogranatowe, lampasy amarantowe, wypustka amarantowa                                  |
|         | 4 Pułk Strzelców Konnych Ziemi Łęczyckiej W 1920 roku proporczyk oliwkowo-amarantowy z białym paskiem Proporczyk ciemnozielono (malachitowo)-amarantowe z białą żyłką Proporczyk szmragdowo - amarantowy; pasek biały Czapka rogatywka otok amarantowy Spodnie długie ciemnogranatowe, lampasy amarantowe, wypustka amarantowa |
|         | 5 pułk strzelców konnych W 1920 roku proporczyk oliwkowo-biały z amarantowym paskiem Proporczyk szmaragdowo-biały z wąskim amarantowym paskiem pośrodku. Czapka rogatywka, otok biały Spodnie długie ciemnogranatowe, lampasy białe, wypustka biała                                                                            |
|         | 6 pułk strzelców konnych Proporczyk szmargdowo-biały. Czapka rogatywka, otok biały Spodnie długie ciemnogranatowe, lampasy białe, wypustka biała |
|         | 7 Pułk Strzelców Konnych Wielkopolskich Proporczyk szmaragdowo-biały z wąskim żółtym paskiem pośrodku Czapka rogatywka, otok biały Spodnie długie ciemnogranatowe, lampasy białe, wypustka biała |
|         | 8 pułk strzelców konnych Proporczyk szmaragdowo-biały z żyłką chabrową pośrodku. Czapka rogatywka, otok biały Spodnie długie ciemnogranatowe, lampasy białe, wypustka biała |
|         | 9 pułk strzelców konnych Proporczyk szmaragdowo-żółty z wąskim amarantowym paskiem pośrodku Czapka rogatywka, otok żółty Spodnie długie ciemnogranatowe, lampasy żółte, wypustka żółta |
|         | 10 pułk strzelców konnych Proporczyk szmaragdowo-żółty z białą żyłką pośrodku Czapka rogatywka, otok żółty Spodnie długie ciemnogranatowe, lampasy żółte, wypustka żółta |

## Jazda tatarska, artyleria konna i oddziały łączności wielkich jednostek kawalerii
| Grafika | Opis |
| ------- | --- |
|         | Jazda tatarska Od 1919 łapka karmazynowa, wypustka jasnoniebieska. Na łapce godło w formie półksiężyca z wpisaną gwiazdką. Proporczyk niebieski specjalnego rysunku, nierozcięty, owalny, ze złotym godłem pułku           |
|         | Artyleria konna Łapka ciemnozielona, wypustka karmazynowa W 1920 proporczyk czarno-amarantowy W 1927 roku proporczyk czarno-szkarłatny Otok czarny Spodnie długie ciemnogranatowe, lampasy amarantowe, wypustka amarantowa |
|         | Oznaki żołnierzy plutonów (oddziałów) łączności wielkich jednostek kawalerii (1936–1937), a następnie szwadronów łączności brygad kawalerii (1937–1939) Proporczyk czarno-chabrowy                                         |

## Barwy kawalerii ludowego Wojska Polskiego
| Grafika | Opis                                         |
| ------- | -------------------------------------------- |
|         | Kawaleria Proporczyk czerwono-jasnoniebieski |
|         | 2 pułk ułanów Proporczyk biało-granatowy     |
|         | 3 pułk ułanów Proporczyk żółto-biały.        |